# BEGIN (음악 그룹)
비긴 (Begin)은 일본의 음악 그룹이다. 히가 에이쇼 (보컬), 시마부쿠로 마사루 (기타), 우에치 히토시 (파아노) 세 명으로 구성되어 있다. 구성원은 모두 오키나와현 이시가키시 출신이다.
1990년 싱글 〈고이시쿠테〉로 데뷔했다.

## 같이 보기
- 일본 음악